# Pietrasze (Wydminy)

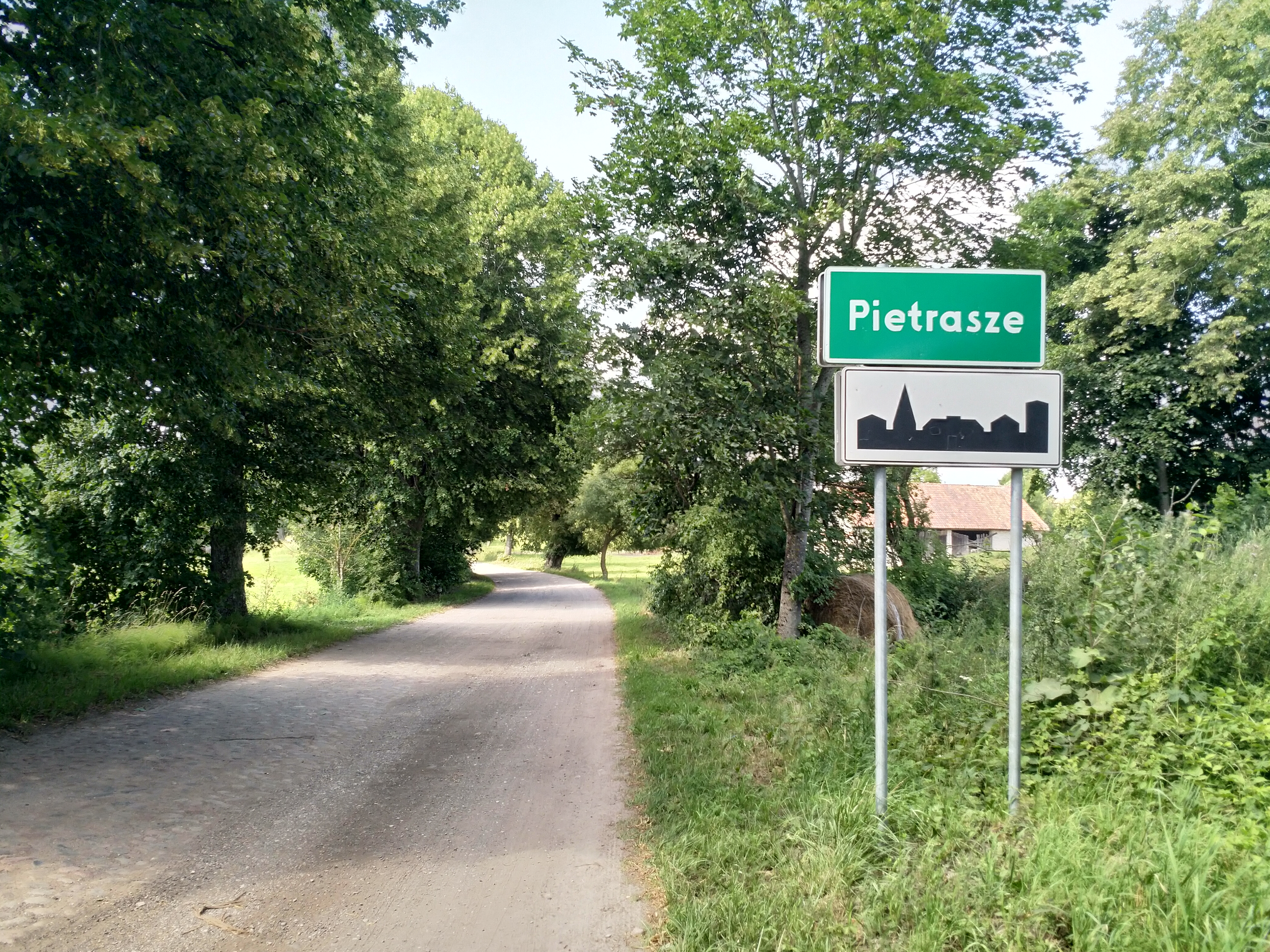
(2023)

Pietrasze (deutsch Pietraschen, 1938 bis 1945 Petersgrund, Dorf) ist ein Ort in der polnischen Woiwodschaft Ermland-Masuren und gehört zur Landgemeinde Wydminy (Widminnen) im Powiat Giżycki (Kreis Lötzen).

## Geographische Lage
Pietrasze liegt im nördlichen Osten der Woiwodschaft Ermland-Masuren, 26 Kilometer nordwestlich der ehemaligen Kreisstadt Lyck (polnisch Ełk) und 26 Kilometer östlich der heutigen Kreismetropole Giżycko (Lötzen).

## Geschichte
Bei dem 1550 gegründeten Pietraschen handelt es sich um ein weit gestreutes Dorf, ehedem mit einer Windmühle versehen. 
Zu dem Dorf Pietraschen gehörte vor 1945 das Gut Pietraschen, ein heute eigenständiger Ort, der polnisch ebenfalls Pietrasze heißt. Zwischen beiden Orten, die früher zum Kreis Lyck gehörten, verläuft jetzt die Gemeinde- und Kreisgrenze zwischen Wydminy (Widminnen) im Kreis Giżycko (Lötzen) und Świętajno (Schwentainen) im Kreis Olecko (Oletzko/Treuburg).
Von 1874 bis 1945 war Pietraschen in den Amtsbezirk Gorlowken (polnisch Gorłówko) eingegliedert. 1939 in „Amtsbezirk Gorlau“ umbenannt, war er dem Kreis Lyck im Regierungsbezirk Gumbinnen (1905 bis 1945: Regierungsbezirk Allenstein) in der preußischen Provinz Ostpreußen zugeordnet.
In Pietraschen waren 1910 insgesamt 324 Einwohner gemeldet, im Jahre 1933 waren es ebenso viele. Aufgrund der Bestimmungen des Versailler Vertrags stimmte die Bevölkerung im Abstimmungsgebiet Allenstein, zu dem Pietraschen gehörte, am 11. Juli 1920 über die weitere staatliche Zugehörigkeit zu Ostpreußen (und damit zu Deutschland) oder den Anschluss an Polen ab. In Pietraschen stimmten 220 Einwohner für den Verbleib bei Ostpreußen, auf Polen entfielen keine Stimmen.
Am 3. Juni 1938 erhielt Pietraschen die Umbenennung in „Petersgrund (Ostpreußen)“. Die Zahl der Einwohner sank bis 1939 auf noch 267.
In Kriegsfolge kam Pietraschen 1945 mit dem gesamten südlichen Ostpreußen zu Polen und erhielt die polnische Namensform „Pietrasze“. Das Dorf „wechselte“ vom Kreis Lyck in den Powiat Giżycki (Kreis Lötzen) und ist heute Sitz eines Schulzenamtes (polnisch sołectwo) und somit eine Ortschaft im Verbund der Landgemeinde Wydminy (Widminnen), vor 1998 der Woiwodschaft Suwałki, seither der Woiwodschaft Ermland-Masuren zugehörig.

## Religionen
Pietraschen war bis 1945 in die evangelische Kirche Orlowen (1938 bis 1945 Adlersdorf, polnisch Orłowo) in der Kirchenprovinz Ostpreußen der Kirche der Altpreußischen Union und in die katholische St.-Adalbert-Kirche Lyck (polnisch Ełk) im Bistum Ermland eingepfarrt.
Heute gehört Pietrasze zur evangelischen Kirchengemeinde Wydminy, einer Filialgemeinde der Pfarrei Giżycko in der Diözese Masuren der Evangelisch-Augsburgischen Kirche in Polen bzw. zur katholischen Kirche St. Kasimir Orłowo im Bistum Ełk der Römisch-katholischen Kirche in Polen.

## Verkehr
Pietrasze liegt verkehrsgünstig an der Woiwodschaftsstraße DW 655, die die beiden Kreisregionen Giżycko (Lötzen) und Olecko (Oletzko/Treuburg) in der Woiwodschaft Ermland-Masuren mit dem Kreis Suwałki in der Woiwodschaft Podlachien verbindet. Nebenstraßen führen von Orłowo (Orlowen, 1938 bis 1945 Adlersdorf) bzw. von Szczecinowo (Szczeczynowen, 1925 bis 1945 Steinberg) nach Pietrasze.
Bis 1945 war Orlowen die nächste Bahnstation und lag an der Bahnstrecke Kruglanken–Marggrabowa/Treuburg (polnisch Kruklanki–Olecko), die in Kriegsfolge außer Betrieb gesetzt worden ist.